# Little Richard
Little Richard, nombre artístico de Richard Wayne Penniman, (Macon, Georgia, 5 de diciembre de 1932-Tullahoma, Tennessee, 9 de mayo de 2020) fue un cantante, compositor, humorista y pianista estadounidense, considerado como uno de los pioneros más influyentes e importantes de la historia del rock and roll, y una figura influyente en la música y la cultura popular durante siete décadas.
Su trabajo más famoso data de mediados de la década de 1950, cuando su música dinámica y su carismático espectáculo sentaron las bases del rock and roll. Su música también jugó un papel clave en la formación de otros géneros musicales populares, como el soul y el funk. Influyó en numerosos cantantes y músicos de todos los géneros musicales, desde el rock hasta el hip hop; su música ayudó a dar forma al ritmo y al blues para las generaciones venideras, y sus actuaciones y titulares impulsaron su carrera directamente en la mezcla de la música popular estadounidense.
Ha sido honrado por muchas instituciones. Fue incluido en el Salón de la Fama del Rock and Roll como parte de su primer grupo de miembros en 1986. También fue incluido en el Salón de la Fama de los Compositores. Recibió un Lifetime Achievement Award de la Recording Academy y un Lifetime Achievement Award de la Rhythm and Blues Foundation. En 2015, recibió un Premio Rhapsody & Rhythm del Museo Nacional de Música Afroamericana por su papel clave en la formación de géneros musicales populares y ayudar a poner fin a la división racial en las listas de música y en los conciertos a mediados de 1950 cambiando significativamente la cultura estadounidense. Su "Tutti Frutti" (1955) fue incluida en el Registro Nacional de Grabación de la Biblioteca del Congreso en 2010, que declaró que su "vocalización única sobre el ritmo irresistible anunció una nueva era en la música".
Sus primeras grabaciones en los años 50 eran una mezcla de blues y rhythm and blues, con una fuerte influencia del gospel, pero con una habilidad tal que marcaron decididamente una nueva clase de música. Es considerado y apodado el "arquitecto" del rock and roll, aunque el color de su piel le apartara de la gloria que alcanzaron, entre otros, Elvis. También es considerado "El Predicante Rey del Rock & Roll, Rhythm & Blues y Soul".
Algunos de sus trabajos más conocidos son Tutti Frutti y Long Tall Sally.

## Biografía

### Primeros años
Procedente de una familia humilde, hijo de un destilador ilegal de whisky, fue el cuarto de doce hijos, pasando su infancia más próximo a su madre que a su severo padre. Gracias a ella, recibió clases de piano. Él mismo dijo «vine a una familia a la que no le gustaba el rhythm and blues. Pennies From Heaven de Bing Crosby y a Ella Fitzgerald era todo lo que podía escuchar». Perteneciente a la Iglesia Adventista del Séptimo Día, aprendió música gospel en las iglesias pentecostales del sur de Estados Unidos.
A los 15 años, su padre lo echó de casa escandalizado por sus escarceos homosexuales. Libre de la opresión familiar, libera sus pasiones reprimidas y se dedica a cantar en bares, tugurios o simples esquinas de la calle, para ganarse la vida. Por suerte, un matrimonio blanco, Ann y Johnny Johnson, lo sacaron de ese mundo y le permitieron seguir desarrollando sus aptitudes musicales en el escenario del Ann's Tic Toc, el club que regentaban.[cita requerida]

### Años 1950ː el éxito

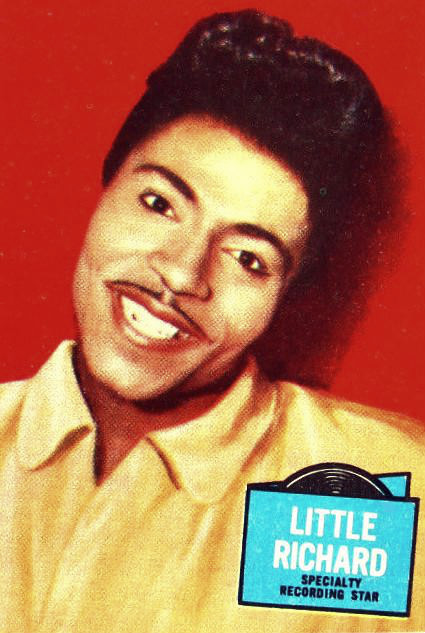
Richard en 1957

En 1951 ganó un concurso local y fue invitado por la compañía discográfica RCA Records con la que grabó ocho discos sencillos que no terminaron de cuajar. 
El año 1952 estuvo lleno de acontecimientos para Little Richard. Conoció a Sugarfoot Sam, actuando en sus números de vodevil. Pronto pasó a actuar con los Tidy Jolly Steppers en el estado de Alabama, pero poco después los abandonó para ser solista de la banda de J. L. Heath, con los que actuó por Georgia. Conoció a Billy Wright, que le propuso grabar un disco, ya bajo el nombre de Little Richard. Unos meses después, su padre moría asesinado.
En 1953 decidió formar su propio grupo, con el nombre de The Upsetters y en 1954 grabó diversos temas en una nueva discográfica, la Peacock, pero sin lograr resultados destacables. Trabajando como lavaplatos en la estación de autobuses de Macon y viendo que su carrera estaba estancada, decidió en 1955 enviar una maqueta a Specialty Records. Seis meses más tarde llegó la respuesta de Specialty para una sesión de grabación en Nueva Orleans, con la condición de que aceptase dejar a su grupo para ser acompañado por músicos de prestigio. Las primeras sesiones no terminaron de convencer, pero durante una pausa en una de dichas sesiones, Richard comenzó a cantar de manera improvisada "Tutti Frutti", una canción obscena y llena de lascivia que había estado cantando en sus actuaciones. Se cambió la letra "Tutti Frutti, good, booty / If it don't fit, don't force it / You can grease it, make it easy" ("Tutti Frutti, buen culito / Si no entra, no lo fuerces / puedes engrasarlo, para facilitarlo") a "Tutti frutti, all rooty, a-wop-bop-a-loon-bop-a-boom-bam-boom" porque el productor de grabación, Roberte Bumps Blackwell, lo consideraba un exceso (además, "Tutti-frutti" en argot significaba "gay"). Además, Dorothy La Bostrie (su compositora) consideró que esos versos eran inaceptables.
La canción, con su onomatopéyico "Womp-bomp-a-loom-op-a-womp-bam-boom!", se convirtió en modelo para muchas otras pequeñas canciones futuras de Richard, tocando su piano, con Lee Allen al saxofón y su ritmo implacable. En los años siguientes, Richard tuvo varios éxitos más: "Long Tall Sally", "Slippin' and Slidin'", "Jenny, Jenny" y "Good Golly, Miss Molly". Su estilo frenético se puede ver en películas como Don't Knock the Rock (1956) y The Girl Can't Help It (1956), para las cuales cantó las canciones que daban el título, escritas por Bobby Troup.
A pesar del sonido primario de su música, sus sencillos fueron cuidadosamente seleccionados, según se puede apreciar en el triple álbum The Specialty Sessions, en el que se incluyeron diferentes versiones. Como ejemplo de su artesanía, él y Blackwell ensayaron la estrofa de "Long Tall Sally", "He saw Aunt Mary coming and he ducked back in the alley" (Vio a tía Mary venir y se agachó detrás del callejón) durante todo un día hasta que consideró que había alcanzado la precisión deseada. Fue plagiado, inicialmente con éxito por cadenas de radio «para blancos», especialmente a través de Pat Boone. Este hecho, posiblemente favoreció que la fama de Little Richard se extendiera. 
En 1956 compró una mansión en Los Ángeles, California, y volvió a tocar con su antiguo grupo (The Upsetters).

### Años 1960
Little Richard detuvo su carrera musical de forma repentina en 1957, durante una gira por el centro de Australia; renunció a su forma de vida en el rock and roll. Parece ser que su decisión tuvo que ver con el incendio accidental de uno de los motores del avión en el que viajaba junto con su grupo. Después de aterrizar, se quitó de los dedos cuatro anillos de diamantes valorados en unos 8 000 dólares y los lanzó al río Hunter. Ingresó en una universidad cristiana en Alabama para estudiar teología y se hizo ministro pentecostal. Mientras su casa discográfica, la Specialty Records, lanzaba algunas nuevas canciones basadas en antiguas sesiones de grabación, Richard hizo muy poco musicalmente hablando, apenas algunas canciones de góspel a comienzo de los años 60.

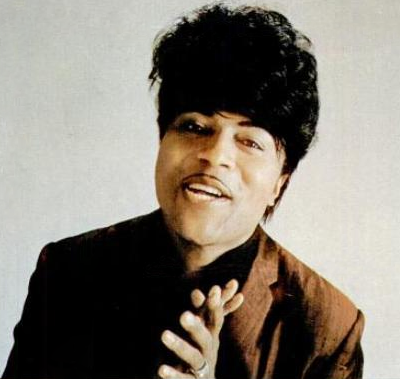
Richard en 1966

En 1962 regresó con un entusiástico recibimiento en su gira por el Reino Unido. Los Rolling Stones, quienes admiraban a Richard incluso antes de que tuvieran un contrato de grabación, y los Beatles, también admiradores suyos, le apoyaron. Llegó a acompañar a los Beatles en su gira por Hamburgo. En 1982, Paul McCartney dijo: 

La primera canción que canté en público fue "Long tall Sally", de Little Richard. Cuando los Beatles comenzaban, actuamos con él en Liverpool y Hamburgo. Para mí, es uno de los reyes del rock and roll. Además es un gran tipo, al que ahora considero mi amigo". También inspiró al legendario cantante de Deep Purple, quien le dedicó la canción "Speed King" del álbum In Rock
Paul McCartney

Desde entonces, Little Richard ha trabajado periódicamente en películas, ha lanzado ocasionalmente algún sencillo que otro y ha aguantado como uno de los grandes y legendarios pioneros del rock and roll. Su vida parecía como si hubiera ido siempre de un extremo a otro. En 1964 volvió a los escenarios grabando nuevas versiones de sus éxitos; en los años 70 sus excesos sexuales y con las drogas hicieron que su iglesia lo rechazara. Finalmente, tras la muerte de uno de sus hermanos, Little Richard reorganizó su vida: limpió su organismo de drogas, se hizo vendedor de biblias a domicilio y volvió a su iglesia.

### Años 1970
Durante la década de 1970, Little Richard colaboró con el compositor y productor musical Seabrun “Candy” Hunter Jr., quien participó en su banda de apoyo durante grabaciones en Nashville y en presentaciones internacionales como el Wembley Stadium en 1972. Juntos, trabajaron en temas como “Rockin' Rockin' Boogie” y “Send Me Your Lovin'”, ambos registrados en BMI con créditos a Hunter y Penniman. Estas grabaciones fueron posteriormente incluidas en recopilaciones digitales y de coleccionistas.
Hunter también dirigía la empresa Canryn Production Inc., bajo la cual desarrolló proyectos literarios y musicales, incluyendo la serie de libros "Miracles" distribuida en plataformas como Barnes & Noble, además de grabaciones en audio que describen su trayectoria junto a Richard.
Las sesiones de grabación de esta fase se detallan en la biografía "The Life and Times of Little Richard" de Charles White (1984), aunque Hunter no figura nominalmente en los créditos.

### Años 1980

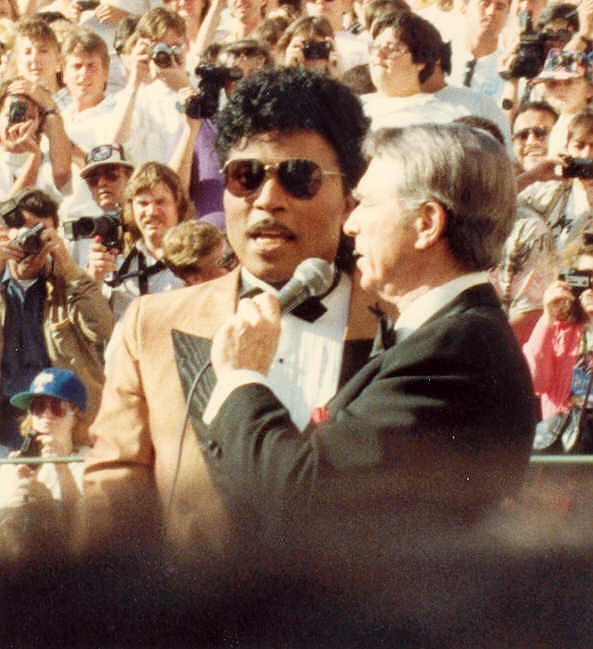
Little Richard en una presentación en los premios Óscar de 1987.

Regresó con dedicación plena al final de los años 80, diciendo que venía para realizar lo que Dios le tenía destinado ser: Little Richard. Todavía tenía la licencia de su ministro. Sin embargo, y ocasionalmente, celebró bodas (entre las que cabe destacar las de Cyndi Lauper, y Bruce Willis - Demi Moore).
En 1986 apareció en la película Down and Out in Beverly Hills, anotándose su primer gran éxito con el tema "Great Gosh-a-Mighty!", lo que condujo a un resurgimiento de su popularidad. También en este año, cuando se abrió el Rock and Roll Hall of Fame, Richard figuraba entre los primeros artistas. Su contribución pionera al género también ha sido reconocida por el Rockabilly Hall of Fame.
En 1991 participa en un breve papel interpretándose a sí mismo, en un capítulo de la serie de TV Colombo (Ep.58, Colombo y la muerte de una estrella del rock)

### Años 2000 y últimos años

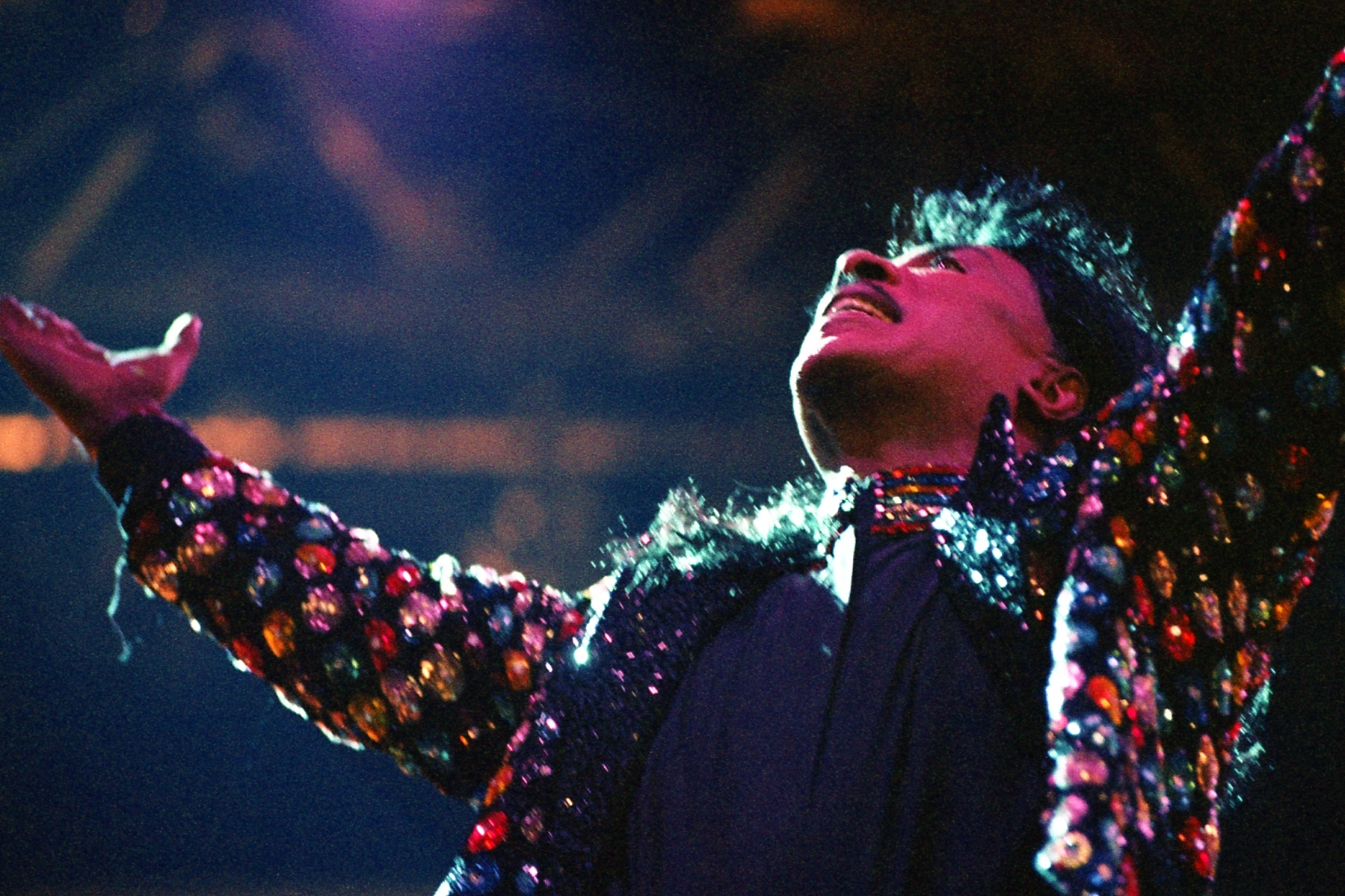
Richard en concierto, hacia 2010.

En 2005 estuvo trabajando en otros éxitos de R&B y soul. Junto con el cantante y compositor Michael Jackson lanzó el sencillo titulado "I Have A Dream" (Tengo un sueño), cuyos ingresos se destinaron a las víctimas del huracán Katrina.
También en 2005 apareció, junto a estrellas como Madonna, Iggy Pop, Bootsy Collins, y The Roots, en un anuncio comercial para la televisión norteamericana, promocionando el teléfono Motorola ROKR.
El mismo año publica un álbum titulado Southern Child, grabado en 1972 y que por motivos desconocidos no llegó a publicarse, quedando olvidado en un cajón y publicándose en su lugar el álbum The Second Coming. También colabora con otra estrella del rock, Jerry Lee Lewis, en una nueva versión del tema de The Beatles, I Saw Her Standing There, que se incluyó en el álbum Last Man Standing de Lewis. En 2008, ambos músicos participaron junto a John Fogerty en una actuación en la gala de los Grammy, una ceremonia en la que la industria musical les ofreció un merecido homenaje por toda su trayectoria artística.
También aparece en un capítulo de Los Simpson (temporada 14, capítulo 7) interpretándose a sí mismo.
El 20 de agosto del 2017 el canal de YouTube "2020 Visión" subió un video mencionando la fecha de muerte del cantante, parpadeando el ojo mostraba el día, mes y año. Falleció a los 87 años el 9 de mayo de 2020, según informó la revista Rolling Stone. Enfrentaba varias dolencias desde hacía varios años. El reverendo Bill Minson, un amigo cercano del artista, confirmó el deceso a la AFP. La causa de su muerte se reportó como producto de un cáncer óseo.

## Premios y galardones
- En 1990, Little Richard fue honrado con una estrella en el paseo de la fama de Hollywood.[9]
- En 2004, la revista Rolling Stone puso a Little Richard de octavo en el ranking de los 100 mejores artistas.

## Discografía

### Álbumes de estudio
- 1956 - Cast a Long Shadow
- 1957 - Little Richard, Vol. 1
- 1957 - Little Richard, Vol. 2
- 1957 - Little Richard, Vol. 3
- 1957 - Here's Little Richard
- 1959 - The Fabulous Little Richard
- 1960 - Clap Your Hands
- 1960 - Pray Along with Little Richard, Vol. 1
- 1960 - Pray Along with Little Richard, Vol. 2
- 1962 - King of the Gospel Singers
- 1963 - Sings Spirituals
- 1964 - Sings the Gospel
- 1964 - Little Richard Is Back (And There's A Whole Lotta Shakin' Going On!)
- 1965 - The Wild and Frantic Little Richard
- 1967 - The Explosive Little Richard
- 1970 - The Rill Thing
- 1971 - Mr. Big
- 1971 - The Second Coming
- 1973 - Right Now
- 1974 - Talkin' 'Bout Soul
- 1992 - Shake It All About

### Sencillos
| Año                                                | Sencillo                                       | Posición | Posición | Posición | Posición |
| Año                                                | Sencillo                                       | US       | US R&B   | UK       |          |
| -------------------------------------------------- | ---------------------------------------------- | -------- | -------- | -------- | -------- |
| 1951                                               | "Taxi Blues"                                   | —        | —        | —        |          |
| 1951                                               | "Every Hour"                                   | —        | —        | —        |          |
| 1952                                               | "Get Rich Quick"                               | —        | —        | —        |          |
| 1952                                               | "Thinkin' 'Bout My Mother"                     | —        | —        | —        |          |
| 1952                                               | "Why Did You Leave Me?"                        | —        | —        | —        |          |
| 1952                                               | "Ain't Nothing Happening"                      | —        | —        | —        |          |
| 1952                                               | "I Brought It All On Myself"                   | —        | —        | —        |          |
| 1952                                               | "Please Have Mercy On Me"                      | —        | —        | —        |          |
| 1953                                               | "Ain't That Good News"                         | —        | —        | —        |          |
| 1953                                               | "Fool At The Wheel"                            | —        | —        | —        |          |
| 1954                                               | "Always"                                       | —        | —        | —        |          |
| 1954                                               | "Rice, Red Beans And Turnip Greens"            | —        | —        | —        |          |
| 1954                                               | "Lord, Have Mercy (I'm So Lonely)"             | —        | —        | —        |          |
| 1954                                               | "Call His Name"                                | —        | —        | —        |          |
| 1955                                               | "Tutti Frutti"                                 | 17       | 2        | 29       |          |
| 1955                                               | "I'm Just A Lonely Guy"                        | —        | —        | —        |          |
| 1956                                               | "Long Tall Sally"                              | 6        | 1        | 3        |          |
| 1956                                               | "Slippin' And Slidin'"                         | 33       | 2        | —        |          |
| 1956                                               | "Directly From My Heart To You"                | —        | —        | —        |          |
| 1956                                               | "Little Richard's Boogie"                      | —        | —        | —        |          |
| 1956                                               | "Rip It Up"                                    | 17       | 1        | 30       |          |
| 1956                                               | "Ready Teddy"                                  | 44       | 8        | —        |          |
| 1956                                               | "Heeby-Jeebies"                                | —        | 7        | —        |          |
| 1956                                               | "She's Got It"                                 | —        | 9        | 15       |          |
| 1956                                               | "The Girl Can't Help It"                       | 49       | 7        | 9        |          |
| 1956                                               | "All Around the World"                         | —        | 13       | —        |          |
| 1957                                               | "Lucille"                                      | 21       | 1        | 10       |          |
| 1957                                               | "Send Me Some Lovin'"                          | 54       | 3        | —        |          |
| 1957                                               | "Jenny Jenny"                                  | 10       | 2        | 11       |          |
| 1957                                               | "Miss Ann"                                     | 56       | 6        | —        |          |
| 1957                                               | "Maybe I'm Right"                              | —        | —        | —        |          |
| 1957                                               | "I Love My Baby"                               | —        | —        | —        |          |
| 1957                                               | "Keep-A-Knockin'"                              | 8        | 2        | 21       |          |
| 1957                                               | "Can't Believe You Wanna Leave"                | —        | —        | —        |          |
| 1958                                               | "Good Golly, Miss Molly"                       | 10       | 4        | 8        |          |
| 1958                                               | "Hey-Hey-Hey-Hey"                              | —        | —        | —        |          |
| 1958                                               | "Ooh! My Soul"                                 | 31       | 15       | 22       |          |
| 1958                                               | "True Fine Mama"                               | 68       | 15       | —        |          |
| 1958                                               | "Baby Face"                                    | 41       | 12       | 2        |          |
| 1958                                               | "I'll Never Let You Go (Boo Hoo Hoo Hoo)"      | —        | —        | —        |          |
| 1958                                               | "Early One Morning"                            | —        | —        | —        |          |
| 1958                                               | "She Knows How To Rock"                        | —        | —        | —        |          |
| 1959                                               | "Kansas City"                                  | 95       | —        | 26       |          |
| 1959                                               | "Lonesome And Blue"                            | —        | —        | —        |          |
| 1959                                               | "By The Light Of The Silvery Moon"             | —        | —        | 17       |          |
| 1959                                               | "Shake A Hand"                                 | —        | —        | —        |          |
| 1959                                               | "All Night Long"                               | —        | —        | —        |          |
| 1959                                               | "Whole Lotta Shakin' Going On"                 | —        | —        | —        |          |
| 1959                                               | "Maybe I'm Right"                              | —        | —        | —        |          |
| 1959                                               | "I Got It"                                     | —        | —        | —        |          |
| 1959                                               | "Baby"                                         | —        | —        | —        |          |
| 1960                                               | "Directly From My Heart To You"                | —        | —        | —        |          |
| 1961                                               | "He's Not Just A Soldier"                      | 113      | —        | —        |          |
| 1962                                               | "I'm In Love Again"                            | —        | —        | —        |          |
| 1962                                               | "Every Night About This Time"                  | —        | —        | —        |          |
| 1962                                               | "He Got What He Wanted"                        | —        | —        | 38       |          |
| 1963                                               | "Crying In The Chapel"                         | 119      | —        | —        |          |
| 1964                                               | "Bama Lama Bama Loo"                           | 82       | —        | 20       |          |
| 1964                                               | "Annie Is Back"                                | —        | —        | —        |          |
| 1964                                               | "Whole Lotta Shakin' Going On"                 | 126      | 42       | —        |          |
| 1964                                               | "Goodnight Irene"                              | 128      | —        | —        |          |
| 1964                                               | "Blueberry Hill"                               | —        | —        | —        |          |
| 1964                                               | "Cherry Red"                                   | —        | —        | —        |          |
| 1965                                               | "It Ain't What You Do"                         | —        | —        | —        |          |
| 1965                                               | "Dance What You Wanna"                         | —        | —        | —        |          |
| 1965                                               | "I Don't Know What You've Got But It's Got Me" | 92       | 12       | —        |          |
| 1966                                               | "Holy Mackerel"                                | —        | —        | —        |          |
| 1966                                               | "Baby (Don't You Want A Man Like Me)"          | —        | —        | —        |          |
| 1966                                               | "Poor Dog"                                     | 121      | 41       | —        |          |
| 1966                                               | "Well (Alright)"                               | —        | —        | —        |          |
| 1966                                               | "Do You Feel It"                               | —        | —        | —        |          |
| 1966                                               | "I'm Back"                                     | —        | —        | —        |          |
| 1966                                               | "Directly From My Heart"                       | —        | —        | —        |          |
| 1966                                               | "I Need Love"                                  | —        | —        | —        |          |
| 1967                                               | "I Don't Want To Discuss It"                   | —        | —        | —        |          |
| 1967                                               | "Get Down With It"                             | —        | —        | —        |          |
| 1967                                               | "Rosemary"                                     | —        | —        | —        |          |
| 1967                                               | "A Little Bit Of Something"                    | —        | —        | —        |          |
| 1967                                               | "Money"                                        | —        | —        | —        |          |
| 1967                                               | "Slippin' And Slidin'"                         | —        | —        | —        |          |
| 1967                                               | "Baby What You Want Me To Do"                  | —        | —        | —        |          |
| 1969                                               | "Lucille"                                      | —        | —        | —        |          |
| 1969                                               | "Whole Lotta Shakin' Going On"                 | —        | —        | —        |          |
| 1970                                               | "Freedom Blues"                                | 47       | 28       | —        |          |
| 1970                                               | "Dew Drop Inn"                                 | —        | —        | —        |          |
| 1970                                               | "Greenwood, Mississippi"                       | 85       | —        | —        |          |
| 1970                                               | "I Saw Her Standing There"                     | —        | —        | —        |          |
| 1970                                               | "Poor Boy Paul"                                | —        | —        | —        |          |
| 1971                                               | "Shake A Hand"                                 | —        | —        | —        |          |
| 1971                                               | "Somebody Saw You"                             | —        | —        | —        |          |
| 1971                                               | "Money Is"                                     | —        | —        | —        |          |
| 1972                                               | "Why Don't You Love Me"                        | —        | —        | —        |          |
| 1973                                               | "Good Golly, Miss Molly"                       | —        | —        | —        |          |
| 1973                                               | "In The Middle Of The Night"                   | —        | —        | —        |          |
| 1973                                               | "In The Name"                                  | —        | —        | —        |          |
| 1974                                               | "Chicken Little Baby"                          | —        | —        | —        |          |
| 1974                                               | "Oh Why"                                       | —        | —        | —        |          |
| 1976                                               | "Call My Name"                                 | 106      | —        | —        |          |
| 1977                                               | "Good Golly, Miss Molly"                       | —        | —        | 37       |          |
| 1977                                               | "Rip It Up"                                    | —        | —        | —        |          |
| 1986                                               | "Great Gosh A'mighty"                          | 42       | —        | 62       |          |
| 1986                                               | "Operator"                                     | —        | —        | 67       |          |
| 1986                                               | "Big House Reunion"                            | —        | —        | —        |          |
| 1987                                               | "Somebody's Comin'"                            | —        | —        | 93       |          |
| "—" significa que no entró en las listas de éxitos |                                                |          |          |          |          |

### Recopilaciones
- 1965 - Little Richard's Greatest Hits
- 1967 - Rock N Roll Forever
- 1969 - Good Golly, Miss Molly
- 1969 - Little Richard
- 1970 - Rock Hard Rock Heavy
- 1970 - Little Richard
- 1970 - Well Alright!
- 1972 - Dollars
- 1972 - The Original
- 1972 - You Cant Keep a Good Man Down
- 1973 - Rip It Up
- 1975 - Keep a Knockin'
- 1976 - Sings
- 1977 - Now
- 1988 - Lucille
- 1999 - The Original British Hit Singles 1956-1964

### Discos en vivo
- 1966 - The Incredible Little Richard Sings His Greatest Hits – Live!
- 1974 - Recorded Live
- 1976 - Little Richard Live
- 1996 - Shag on Down by the Union Hall